# Lovin’ Sam (The Sheik of Alabam)

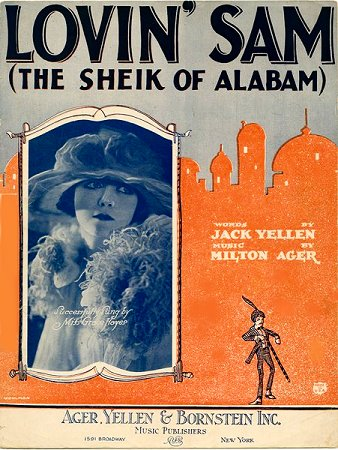
Notenblatt von Lovin' Sam

Lovin’ Sam (The Sheik of Alabam) ist ein Song, der von Milton Ager (Musik) und Jack Yellen (Text) geschrieben und 1922 veröffentlicht wurde.

## Entstehungsgeschichte
Mit dem Erfolgstitel Lovin’ Sam (The Sheik of Alabam) sowie mit Who Cares? (vorgestellt von Al Jolson in Bombo) begann 1922 die Zusammenarbeit von Jack Yellen und Milton Ager, die in der Folge den als dieser seine Komposition den Musikverlag Ager, Yellen & Bernstein gründeten. Eingeführt wurde der Song von Al Herman bzw. von Sophie Tucker; die Sängerin Grace Hayes stellte den Song 1923 in dem Musical The Bunch and Judy vor; Eddie Cantor interpretierte ihn in der J.J. und Lee Shubert-Produktion Make it Snappy.

## Musik und Liedtext

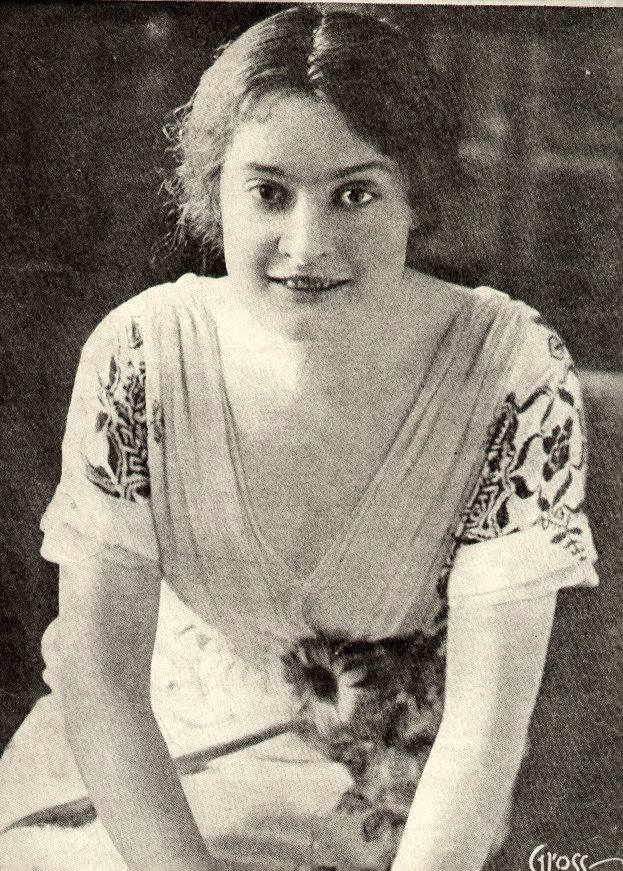
Nora Bayes 1912 auf dem Notenblatt-Cover von When It's Apple Blossom Time in Normandie

Thematisch beeinflusst war Lovin' Sam von der Popularität Rudolph Valentinos durch den Stummfilm Der Scheich (1921). Die Liedverse sind in D-Dur, während der Refrain sich zu G-Dur verändert. Solche Tonartwechsel waren in der populären Musik dieser Zeit eher selten anzutreffen. Der erste Songvers beginnt, als ob ein Prediger ihn singt: Listen, sister and brothers, I suppose you've heard of the Sheik. „Dann erzählt er, dass er einen Mann kennt, der ein größerer Liebhaber ist als der Scheich; all die Mädchen in der Stadt wollten die Braut dieses Romeo sein.“ Der Refraintext erzählt schließlich von diesem Lovin' Sam, the Sheik of Alabam; Sam sei ein mean love makin', a heart-breakin' man. „Uns wird gesagt, wir könnten genauso lieben wie Sam, wir sollten nur die Eier und den Schinken aus den besten Küchen des Alabam essen.“
Don Tyler merkt an, dass einige Wörter in dem Text rassistisch seien, so high browns und culled (was schwarz bedeutet).
There ain't a high-brown gal in town
who wouldn't throw her cracker papa down
to be the bride of these coloured Romeo

## Coverversionen
Bereits ab Oktober 1922 wurde der Song in den Vereinigten Staaten von Margaret Young (Brunswick) und dem Harry Reser Trio (Gennett) aufgenommen, im Bereich des frühen Jazz von Ted Lewis, The Virginians (einer Studioformation um Ross Gorman, Henry Busse und Ferde Grofé), The Dixie Daisies (einem Pseudonym für das Bob Haring Orchestra) sowie 1923 in Paris von dem Orchestre Syncopated Six und in Berlin 1924 von der Kapelle Evans. Kommerziell am erfolgreichsten in den Vereinigten Staaten war die Version der Sängerin Nora Bayes (1880–1928) für Columbia. Der Diskograf Tom Lord listet im Bereich des Jazz insgesamt 17 (Stand 2015) Coverversionen, so von Emmett Miller, Gene Kardos, den Firehouse Five Plus Two und Sippie Wallace.
Der Song ist nicht zu verwechseln mit Loving Sam from Alabam von Perry Bradford, u. a. 1920 von Mamie Smith (Okeh 4253) aufgenommen. Dieses Lied hat möglicherweise Yellen und Ager beeinflusst.